# سن دورلیگو دلا واله
سن دورلیگو دلا واله (به ایتالیایی: San Dorligo della Valle) یک کومونه در ایتالیا است که در استان تریسته واقع شده‌است.

## خصوصیات
سن دورلیگو دلا واله ۲۴٫۵ کیلومترمربع مساحت و ۶٬۰۱۹ نفر جمعیت دارد.

## خواهرخوانده
شهرهای کپر، اسلوونی و Kočevje Municipality خواهرخوانده‌های سن دورلیگو دلا واله هستند.